# The Terror (film din 1928)
The Terror (Teroarea, 1928) este un film de groază american regizat de Roy Del Ruth. În rolurile principale joacă actorii May McAvoy, Louise Fazenda și Edward Everett Horton.

## Prezentare
Acțiunea are loc în Anglia. „Teroarea”, un criminal a cărui identitate este necunoscută, ocupă o casă de la țară care a fost transformată într-un han. Oaspeții, printre care spiritualistul doamna Elvery și detectivul Ferdinand Fane, sunt speriați de zgomotele ciudate și muzica misterioasă de orgă. Connors și Marks, doi bărbați tocmai eliberați din închisoare, au jurat răzbunare pe „Teroarea”. După o noapte de haos care include crime, identitatea „The Terror” este dezvăluită.

## Distribuție
- May McAvoy - Olga Redmayne[2]
- Louise Fazenda - Mrs. Elvery, a spiritualist[1]
- Edward Everett Horton - Ferdinand Fane, a Scotland Yard detective[1][3]
- Alec B. Francis - Dr. Redmayne
- Matthew Betz - Joe Connors, a just-released criminal[1]
- Otto Hoffman - Soapy Marks, a just-released criminal[1]
- Holmes E. Herbert - Goodman
- Joseph Gerard - Supt. Hallick
- John Miljan - Alfred Katman
- Frank Austin - Cotton